# Metakognitives Training
Das metakognitive Training für Psychose (MKT) ist ein neuer Ansatz zur Behandlung sogenannter positiver Schizophreniesymptome, v. a. Wahn. Das Training basiert auf den theoretischen Grundlagen der Verhaltenstherapie der Schizophrenie, fokussiert jedoch insbesondere auf problematische Denkstile bzw. Denkverzerrungen, welche mit der Entstehung und Aufrechterhaltung der Positivsymptomatik in Zusammenhang gebracht werden.

## Hintergrund
Metakognition bedeutet kurz gefasst, „das Denken über das Denken“. Im Rahmen des Trainings sollen Denkverzerrungen aufgedeckt und korrigiert werden. Die aktuelle Studienlage vermutet einen Zusammenhang zwischen Denkverzerrungen, wie dem voreiligen Schlussfolgern, und der Entstehung und Aufrechterhaltung von Psychosen. Dementsprechend soll durch eine Korrektur der problematischen Denkstile eine Reduktion der Symptomatik herbeigeführt werden.

## Wirksamkeit
Das MKT wurde 2016 in die Behandlungsleitlinien für Schizophrenie der australischen und neuseeländischen Psychiatriegesellschaft aufgenommen („evidence-based treatment“). Mittlerweile empfehlen auch die Deutsche Gesellschaft für Psychiatrie, Psychotherapie, Psychosomatik und Nervenheilkunde (DGPPN) sowie die Deutsche Gesellschaft für Psychologie (DGPs) das MKT zur Behandlung von Schizophrenie/Psychose. Die beiden letzten Meta-Analysen berichteten einen signifikanten Effekt zugunsten des MKT gegenüber Kontrollbedingungen für die Behandlung des Wahns und bestätigten damit eine Meta-Analyse von Eichner und Berna (15 Studien). Eine frühere Meta-Analyse von van Oosterhout et al. (3–9 Studien je Parameter) fand zunächst einen schwachen, aber nicht-signifikanten Effekt zugunsten des MKT, der signifikant wurde, nachdem neuere Daten einbezogen wurden. Die älteste Meta-Analyse von Jiang et al. wurde an lediglich vier Studien vorgenommen und fand einen signifikanten Effekt für die Positivsymptomatik allgemein, aber nicht für Wahn. Für alle bisherigen Studien gilt allerdings, dass ein direkter Vergleich von MKT mit herkömmlicher kognitiver Verhaltenstherapie derzeit (2019) noch nicht vorliegt.

## Anpassungen für andere Störungen
Das MKT für Psychose wurde in den Folgejahren für verschiedene Störungsbilder angepasst, Einzelstudien liegen für Borderline, Zwang, Depression, bipolare Störungen und problematisches Glücksspielverhalten vor.